# Les Surprises de l'amour (film, 1942)
 (février 2017).
Si vous disposez d'ouvrages ou d'articles de référence ou si vous connaissez des sites web de qualité traitant du thème abordé ici, merci de compléter l'article en donnant les références utiles à sa vérifiabilité et en les liant à la section « Notes et références ».
Pour les articles homonymes, voir Les Surprises de l'amour.
Pour plus de détails, voir Fiche technique et Distribution.
Les Surprises de l'amour (Puss n' Toots) est le 6e court métrage d'animation de la série américaine Tom et Jerry réalisé par William Hanna et Joseph Barbera et sorti le 30 mai 1942.